# 음반자응궁구
음반자응궁구(Mbanza-Ngungu)는 콩고 민주 공화국 서부 바콩고 주에 위치한 도시로 면적은 8,190km2, 인구는 100,000명(2004년 기준), 인구 밀도는 12명/km2이다.
마타디와 킨샤사를 연결하는 철도가 지나간다. 벨기에의 식민 통치 시대에는 벨기에의 기업인인 알베르 티(Albert Thys)에서 이름을 딴 티스빌(Thysville) 또는 테이스스타트(Thysstad)라는 이름을 사용했다.